# Vibrio vulnificus
Vibrio vulnificus — вид грамнегативних, паличкоподібних бактерій родини Vibrionaceae. Небезпечний патоген людини. V. vulnificus може викликати некротичний фасциїт, гострий гастроентерит, септичний шок.

## Поширення
Бактерія поширена у тропічних та субтропічних регіонах північної півкулі.

## Епідеміологія
Найбільше випадків зараження V. vulnificus реєструється в таких країнах як США, Куба, Індія, Бразилія, Таїланд, Китай, Японія, Франція, Іспанія, Австралія. У США щороку реєструється близько 100 випадків інфікувань, переважно на узбережжі Мексиканської затоки, з них в середньому 35 випадків закінчуються смертю пацієнта.

## Патогенність
Vibrio vulnificus росте та розмножується у морській воді при температурі води понад 20 °C. Соленість води повинна становити 1-8 ‰. Зараження людини відбувається шляхом потрапляння збудника з морської води у відкриту рану або при вживанні недостатньо термічно оброблених морепродуктів (устриць, креветок, крабів). Від людини до людини не передається. Серед хворих переважають чоловіки старше 40 років. Групу ризику інфікування складають мандрівники і туристи з ослабленим імунітетом та пацієнти з супутніми захворюваннями (цукровий діабет, хронічна патологія печінки, онкопатологія, ВІЛ-інфекція тощо). Встановлено, що бактерія викликає два різних захворювання: сепсис у людей з хронічними хворобами і ранкову інфекцію, яка виникає у здорових людей при попаданні бактерії у відкриту рану. За сепсису без належного лікування людина гине через 48 годин після зараження. При ранкових інфекціях утворюється некроз тканин, який дуже часто закінчується ампутацією зараженої кінцівки.
В експериментах на тваринах Vibrio vulnificus проявляла високу інвазивність. Бактерія володіє багатьма факторами вірулентності, в тому числі капсулою, яка захищає від фагоцитозу і бактерицидної дії лікарських засобів. У мишей середня смертельна доза Vibrio vulnificus різко підвищувалася при перевантаженні організму залізом. Це пояснює, чому хворі на гемохроматоз особливо схильні до інфекції, спричиненої Vibrio vulnificus.